# Шмидт, Карл Фритьоф
Карл Фритьоф Шмидт (5 апреля 1859[…], Христиания — 11 октября 1917[…], Веймар) — норвежский художник, работавший в Германии.

## Биография
Родился в 1859 году в Христиании (Осло) в семье меховщика. В возрасте 18-ти лет начал работать чертёжником и приблизительно тогда же увлёкся живописью, рисуя в свободное время. В 1880 году поступил в Мюнхенскую академию художеств, где учился в мастерской Людвига фон Лёффца. В 1884 году Смит впервые выставил свои картины на ежегодной осенней выставке в родной Христиании.
В 1890 году он занял кафедру профессора Художественной школы в Веймаре, и проработал там вплоть до 1904 года. Среди его учеников был художник Макс Бекманн. Шмидт писал преимущественно жанровые сцены, а также портреты, которые были известны и хорошо продавались в Германии и Швеции. В Норвегии он был известен меньше, так как в зрелые годы сравнительно редко выставлялся у себя на родине. Тем не менее, к числу его работ принадлежит портрет Генрика Ибсена.
Выйдя в отставку с должности профессора в 1904 году, Шмидт остался жить в Веймаре и там же скончался в 1917 году. 

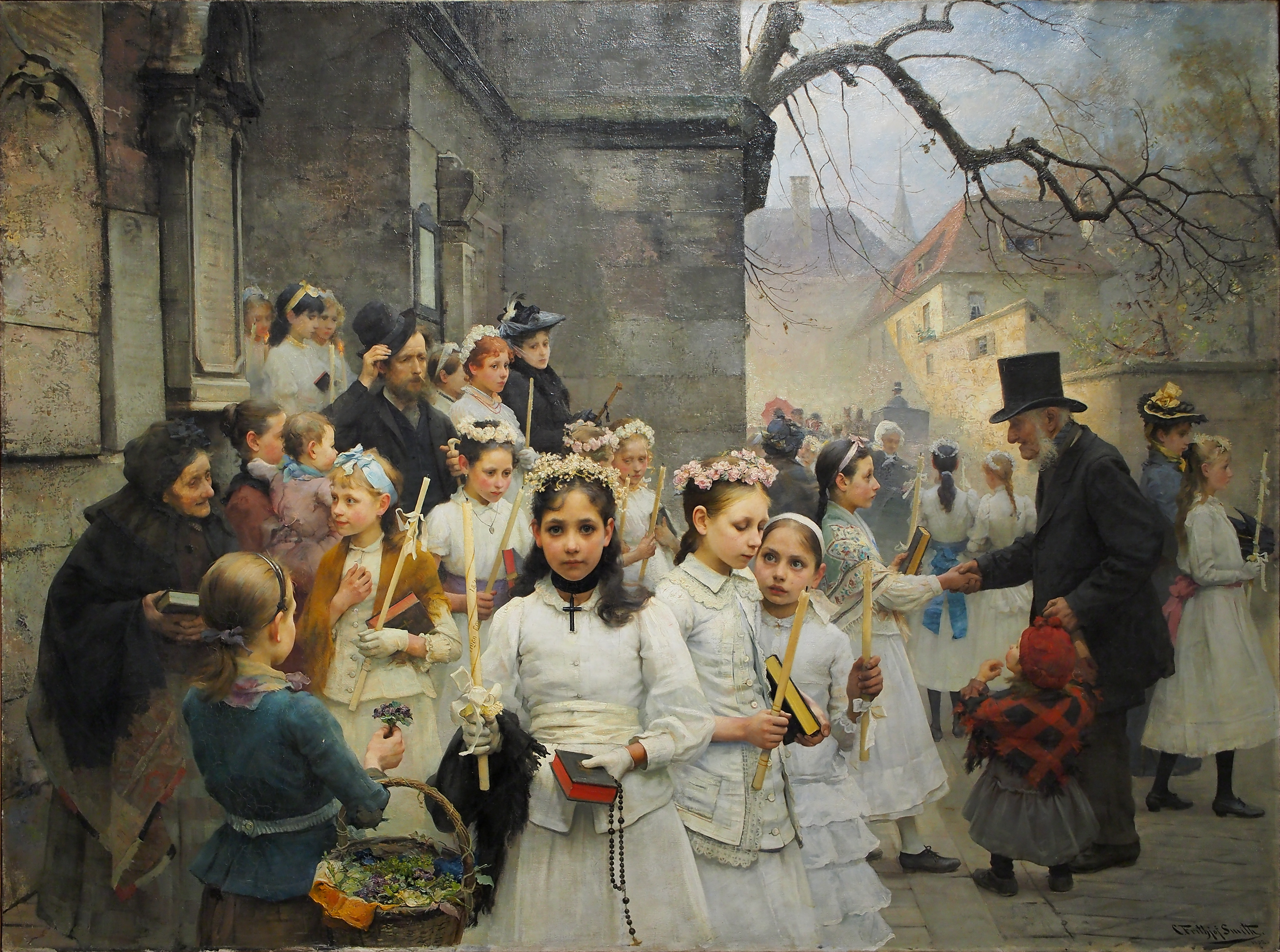
После Первого Причастия.